# 인천 용궁사 느티나무
인천 용궁사 느티나무(仁川 龍宮寺 느티나무)는 인천광역시 중구 운남동, 용궁사에 있는 느티나무이다. 1990년 11월 9일 인천광역시의 기념물 제9호로 지정되었다.

## 개요
느티나무는 우리나라를 비롯하여 일본, 대만, 중국 등의 따뜻한 지방에 분포하고 있다. 가지가 사방으로 퍼져 자라서 둥근 형태로 보이며, 꽃은 5월에 피고 열매는 원반모양으로 10월에 익는다. 줄기가 굵고 수명이 길어서 쉼터역할을 하는 정자나무로 이용되거나 마을을 보호하고 지켜주는 당산나무로 보호를 받아왔다.
용궁사의 느티나무는 용궁사라는 절 안에서 2그루가 자라고 있으며, 할아버지나무·할머니나무라고도 부른다. 나무의 나이는 1,300년 정도로 추정되며, 높이 20m, 둘레 5.63m이다.
용궁사의 느티나무는 오랜 세월동안 사람들의 관심과 보살핌 가운데 살아온 나무로서 생물학적 보존 가치가 커서 기념물로 지정하여 보호하고 있다.

## 참고 문헌
- 용궁사 느티나무 - 국가유산청 국가유산포털